# GJ 3634 b
GJ 3634 b — экзопланета, обращающаяся вокруг красного карлика GJ 3634 и находящаяся на расстоянии приблизительно 64,6 световых лет в созвездии Гидры. Планета представляет собой сверхземлю, которая превышает по массе Землю в восемь раз. Расстояние до звезды составляет 0,0287 а.е. Полный оборот вокруг звезды планета совершает каждые два с половиной дня.